# قناص (فلم)
قناص (بالإنجليزية: Sniper) هو فيلم حركة تم إنتاجه في الولايات المتحدة وصدر سنة 1993 بطولة توم برينجر وبيلي زين ومن إخراج لويس لوسا.

## القصة
(توماس بيكيت) هو أحد أفراد القوة الخاصة في مُشاة البحرية الأمريكية، يعمل في غابات (بنما) بمهمة صعبة، مستخدماً خلالها مهاراته كقناص في قنص وقتل قادة المتمردين

## الميزانية والإيرادات
حقق الفيلم أرباح تقدر بـ 19 مليون دولار.

## وصلات خارجية
مقالات تستعمل روابط فنية بلا صلة مع ويكي بيانات